# Глен Ходъл
Глен Ходъл (на английски: Glenn Hoddle) е английски футболен мениджър и бивш играч на ФК Тотнъм Хотспър.

## Футболна Кариера
Играе в Тотнъм от 1974 до 1987. В периода при Спърс Ходъл има 590 мача и печели купата на Англия през 1981. и 1982 г., както и Купата на УЕФА през 1984. През 1987 преминава във френския Монако с който става шампион през 1988 г. и бива обявен за най-добър чуждестранен играч. Следва период в Челси от 1990 г. до 1991 г. след което преминава в Суиндън Таун до 1993 г. и отново в Челси до 1995 г.
Има 53 мача и 7 гола в националния отбор в който дебютира на 22 ноември, 1979 срещу България, последния му мач е срещу СССР на 18 юним 1988. Участва на две Европейски (1980, 1988) и две Световни първенства (1982, 1986).

## Треньорска Кариера
Треньорската си кариера започва като играещ треньор на Суиндън Таун през 1991, след това в Челси от 1993. През 1996. поема Националния отбор с който участва на Световното парвенство през 1998 г., напуска през 1999 г. През 2000. застава за кратък период начело на ФК Саутхемптън, след което поема отбора на Тотнъм през 2001., където е треньор до 2003. От 2004 до 2006. е треньор на Уулвърхямтън.